# Contea di Mitchell (Kansas)
La contea di Mitchell in inglese Mitchell County è una contea dello Stato del Kansas, negli Stati Uniti. La popolazione al censimento del 2000 era di 6 932 abitanti. Il capoluogo di contea è Beloit.
Copre un'area di 1862600 km².